# Corvus typicus
La cornacchia di Celebes o corvo di Celebes, anche nota come cornacchia di Sulawesi, corvo di Sulawesi o corvo fischiatore (Corvus typicus (Bonaparte, 1853)) è un uccello passeriforme della famiglia dei corvidi.

## Etimologia
Il nome scientifico della specie, typicus, deriva dal latino e rappresenta un riferimento al suo essere la specie di corvo più comune nell'areale di diffusione.

## Descrizione

### Dimensioni
Misura 35-40 cm di lunghezza, per 175 g di peso.

### Aspetto
i tratta di uccelli dall'aspetto robusto e massiccio, muniti di piccola testa arrotondata con forte collo e becco conico e appuntito, piuttosto sottile (se paragonato a quello di altre specie di corvo) e dalla punta lievemente adunca: le ali sono digitate, le zampe forti e la coda squadrata.
Il piumaggio è inconfondibile: il corvo di Celebes, infatti, rappresenta una delle poche specie del genere Corvus a non essere completamente di colore nero. Di questo colore, infatti, sono la testa e la gola, il dorso, le ali, il codione, i fianchi e la coda, mentre il resto del corpo (nuca, collo, petto, spalle, ventre e sottocoda) è di colore bianco sporco.
Il becco e le zampe sono di colore nero, mentre gli occhi sono di colore bruno scuro.

## Biologia
Il corvo di Celebes è un uccello diurno e gregario, che vive in stormi che passano la maggior parte della giornata nella canopia, dedicando gran parte del proprio tempo alla ricerca di cibo.
I richiami di questi uccelli sono molto caratteristici, in quanto non sono gracchianti come quelli di molti corvidi, ma perlopiù nasali e fischianti (da cui il nome comune di "corvo fischiatore"), piuttosto armonici: similmente alle specie affini, anche il corvo di Celebes è molto vocale e chiassoso, possedendo un repertorio significativamente esteso che comprende, oltre ai suddetti richiami fischianti, anche altri che ricordano vagamente il gracidio delle rane. 

### Alimentazione

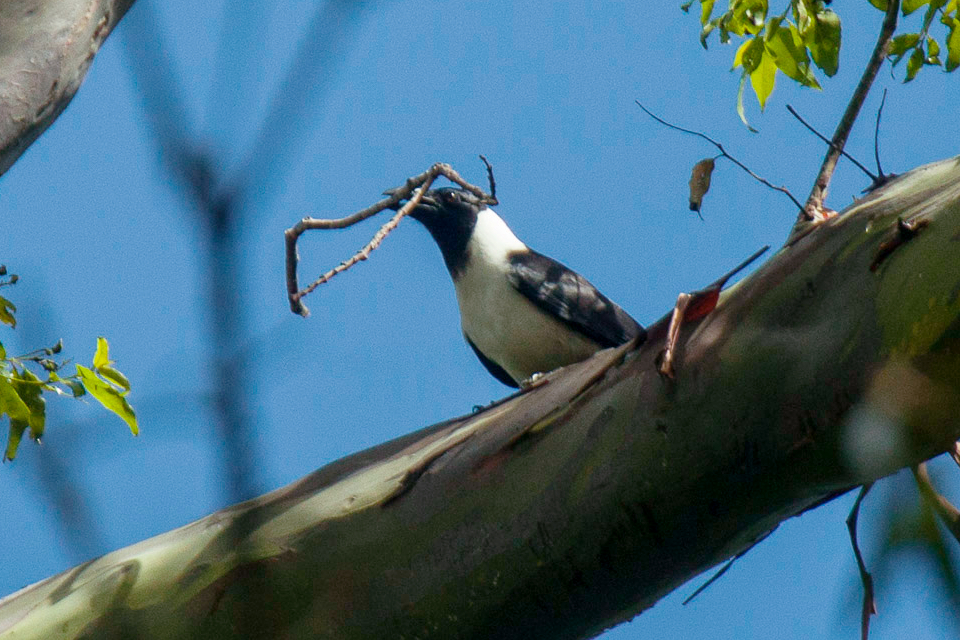
Esemplare con rametto nel becco.

Si tratta di uccelli onnivori, la cui dieta è costituita soprattutto da insetti, invertebrati e larve, ma anche da bacche e frutta matura (soprattutto fichi): questi animali, tuttavia, possono nutrirsi pressoché di qualsiasi cosa riescano a reperire durante la ricerca del cibo, dalle granaglie ai piccoli vertebrati.

### Riproduzione
Mancano informazioni circa la riproduzione di questa specie, la quale, tuttavia, non deve differire significativamente per modalità e tempistica da quanto osservabile nelle specie affini.

## Distribuzione e habitat
Come intuibile dal nome comune, il corvo di Celebes è endemico dell'isola di Sulawesi, della quale popola la porzione centrale e meridionale (comprese le isole di Muna, Buton, Wowoni e Kabaena, ubicate a sud-est dell'isola maggiore).
L'habitat di questi uccelli è rappresentato dalla foresta pluviale fino a 1600 m di quota, sia primaria che secondaria, purché con presenza di alti alberi al suo interno.